# Mary Ann McCracken
Mary Ann McCracken, född 8 juli 1770 i Belfast, död 26 juli 1866 i Belfast, var en irländsk abolitionist, radikal humanist och socialreformator. 
Hon var syster till Henry Joy McCracken och liksom han en anhängare av United Irishmen. Hon grundade kvinnoavdelningen av Belfast Charitable Society, var dess ordförande 1832-1855 och blev känd för sitt engagemang för föräldralösa.  
Hon och hennes syster Margaret McCracken drev en framgångsrik muslinshandel i Belfast 1790–1814.